# Aena Internacional
Aena Internacional é uma subsidiária espanhola da Aena, S.A., cujo objetivo é a expansão internacional do grupo. Atualmente, a Aena Internacional participa da gestão e operação de 23 aeroportos em cinco países (Brasil, México, Colômbia, Jamaica e Reino Unido).
Aena Desarrollo Internacional conquistou a concessão do grupo aeroportuário do Nordeste do Brasil, formado pelos aeroportos de Recife, Maceió, Aracaju, Campina Grande, João Pessoa e Juazeiro do Norte, pelo prazo de 30 anos, com possibilidade de 5 anos, mais os seis aeroportos do Nordeste registraram em 2019 um tráfego de mais de 13,7 milhões de passageiros, 6,5% do tráfego total brasileiro. Especificamente, o Aeroporto Internacional do Recife-Guararapes é o oitavo do Brasil em tráfego total de passageiros e o sexto em tráfego internacional de passageiros.